# OVW 하드코어 챔피언십
OVW 하드코어 챔피언십(OVW Hardcore Championship)은 OVW의 챔피언 타이틀이였으며, OVW에서의 하드코어 레슬링을 위한 챔피언십이었다. 2000년 트레일러 파크 트래쉬로부터 시작하여 2001년 랜디 오턴에 의해 폐지된 챔피언십이다.

## 기록들
- 초대 챔피언 : 트레일러 파크 트래쉬
- 마지막 챔피언 : 랜디 오턴

## 역대 챔피언
- 트레일러 파크 트래쉬 (초대 챔피언)
- 미스터 블랙
- 랜디 오턴
- 플래쉬 프라나건
- 랜디 오턴 (마지막 챔피언)